# Museo dell'Opera del Duomo
|  | Per a altres significats, vegeu «Museo dell'Opera del Duomo (Florència)». |

El Museo dell'Opera del Duomo es troba a la plaça de la catedral de Prato aquesta ciutat i usa alguns locals del palau episcopal adjacent a la catedral. El petit pati que precedeix el palau episcopal de la ciutat de Prato dona l'accés al museu, que va ser creat el 1967 amb dues sales i ampliat el 1976 per allotjar obres provinents de tota la diòcesi de Prato i els relleus del púlpit de la catedral realitzats per Donatello.

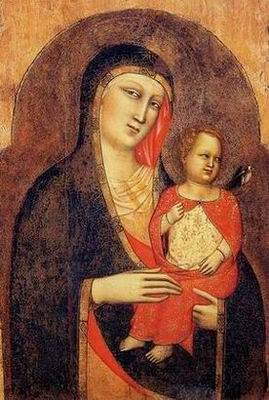
Mare de Déu i l'Infant (c. 1365)

El museu es va ampliar el 1980, amb les criptes que es troben sota el creuer de la catedral i d'altres espais entre els anys 1993 i 1996. S'estan realitzant treballs que permetin d'unir les seccions a un únic recorregut a través de les sales actuals, al voltant del claustre romànic i que finalitzin sota la catedral.

## Sala delseglexiiii XIV

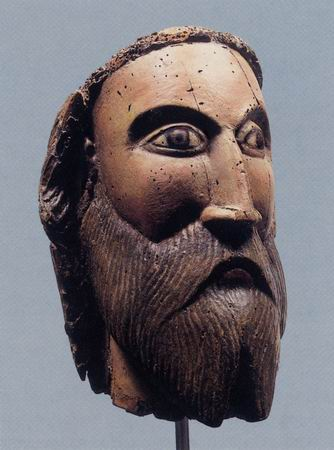
Cap de Crist (1220-1230)

La sala allotja importants escultures i pintures (sobretot de políptics) del segle xiii als inicis del xv propis de Prato.
L'obra més antiga és un Cap de Crist (1220-1230), escultura en fusta d'àmbit aretí. Prop de 1262 va ser realitzat el vigorós l'alt relleu en pedra arenosa, provinent de l'Abadia de Montepiano, signat per Giroldo da Como, amb la Mare de Déu al tron entre els sants Miquel Arcàngel, Pere i Pau, amb l'abat Benvenuto, on els elements de tradició romana d'Orient s'uneixen a altres més clàssics imitant a Nicola Pisano.
A la sala hi ha també una Mare de Déu amb l'Infant, escultura en fusta de 1310 a 1330. Entre les pintures que es troben a les parets hi ha una Mare de Déu del Part (un dels més antics exemples d'aquest tema tan poc freqüent a l'art), pintada prop de 1320 per un artista de l'entorn de Giotto di Bondone. També la Mare de Déu amb l'Infant (1365) obra de Carteano, dos plafons amb els sants Mateu i Joan, Jaume i Antonio Abad (prop de 1415), obra madura de Giovanni Toscani; dues taules amb sant Jaume i sant Joan Baptista (1370) del florentí Giovanni Bonsi; una lluminosa Anunciació del 1410 de Pizzidimonte atribuïda a Lorenzo di Niccolò i una Crucifixió de Cantagallo. A la vitrina contigua, hi ha calzes i creus dels segles xiv-xv.

## Sala del Púlpit

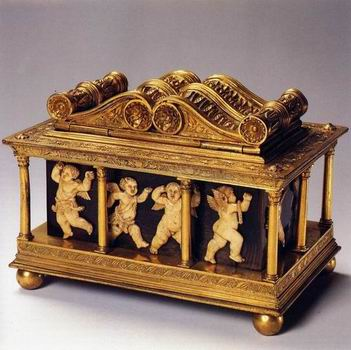
Capsa reliquiari (1446)

La sala allotja al centre el parapet del púlpit extern de la catedral, realitzat per Donatello. Els relleus van ser trets el 1970 degut a la deficient conservació i van ser substituïts per còpies a l'exterior. Després d'una restauració, completada el 1999, feta amb làser i infrarojos, el conjunt ha recuperat la unitat i llegibilitat.
Donatello, reprenent la solució adoptada al Museo dell'Opera del Duomo de Florència, va recrear una dansa festiva de putti, però va usar un altre estil. El parapet reprodueix les formes d'un temple circular sobre pilastres que ho divideixen en set quadrícules, dintre dels quals es troba el ball dels grups d'àngels que festegen.
En aquesta sala hi ha la capsa reliquiari d'orfebreria realitzada el 1446-1447 per Maso di Bartolomeo, dins es conservava la relíquia del cíngol fins a l'any 1633. El petit reliquiari està realitzat en os i banya i representa una dansa de putti darrere columnes (motius donatelians) amb un coronament de robustes volutes.